# Folles
Folles ist eine Gemeinde in Frankreich. Sie gehört zur Region Nouvelle-Aquitaine, zum Département Haute-Vienne, zum Arrondissement Bellac und zum Kanton Ambazac. Die Bewohner nennen sich die Follois. Die Nachbargemeinden sind Fromental im Nordwesten und im Norden, Fursac mit Saint-Étienne-de-Fursac im Nordosten und im Osten, Laurière im Südosten und im Süden, Bersac-sur-Rivalier im Südwesten und Bessines-sur-Gartempe.

## Infrastruktur
Die nächsten Bahnhöfe befinden sich in Fromental und Bersac-sur-Rivalier, beide an der Bahnlinie Paris-Toulouse.

## Bevölkerungsentwicklung
| Jahr      | 1962 | 1968 | 1975 | 1982 | 1990 | 1999 | 2008 | 2018 |
| --------- | ---- | ---- | ---- | ---- | ---- | ---- | ---- | ---- |
| Einwohner | 957  | 864  | 750  | 685  | 593  | 508  | 538  | 475  |

## Sehenswürdigkeiten
- Dolmen von Goudour,
- Dolmen du Montheil, Monument historique
- Kirche Saint-Blaise, Monument historique
- Viaduc de Rocherolles, Eisenbahnbrücke über die Gartempe

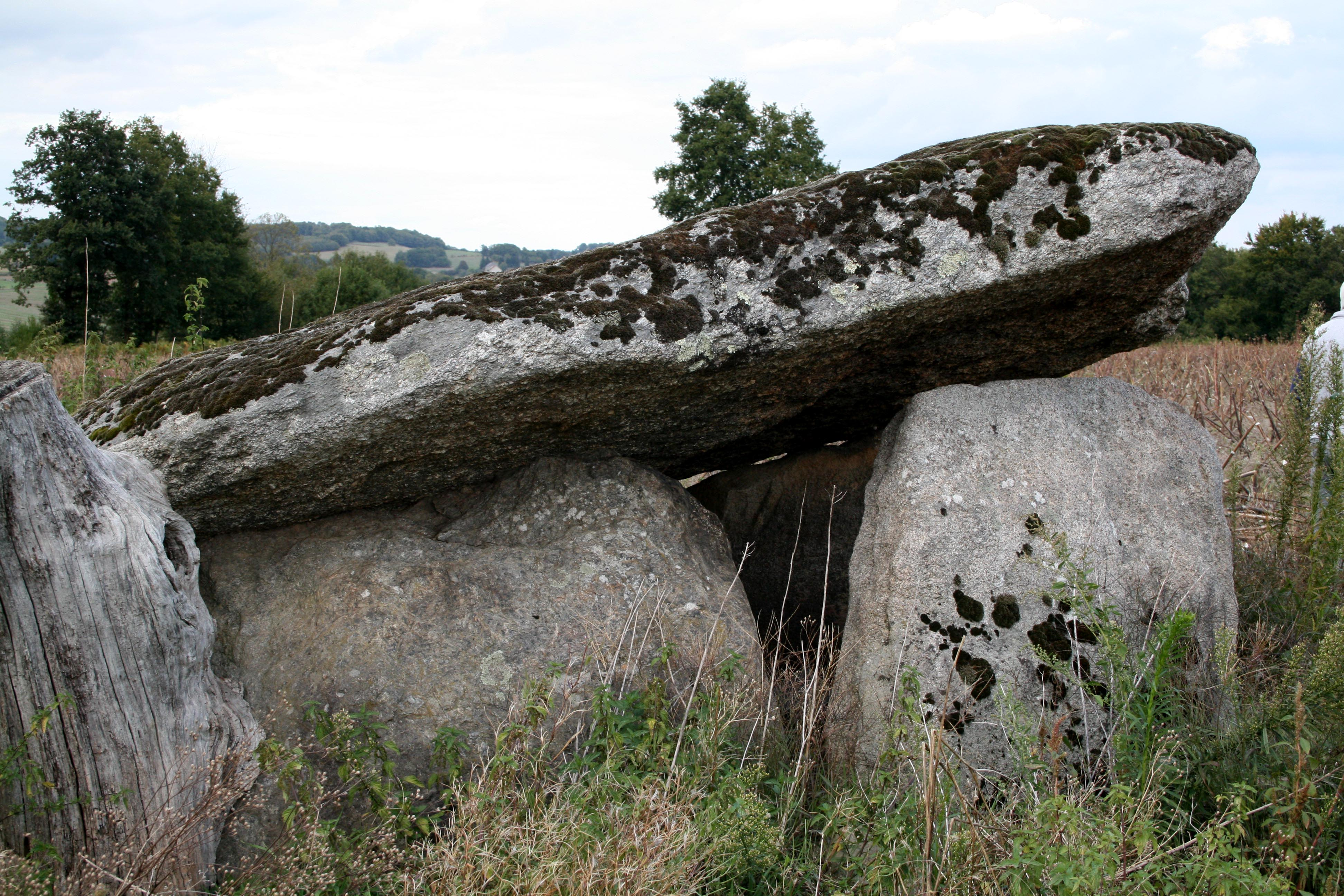
Dolmen du Montheil
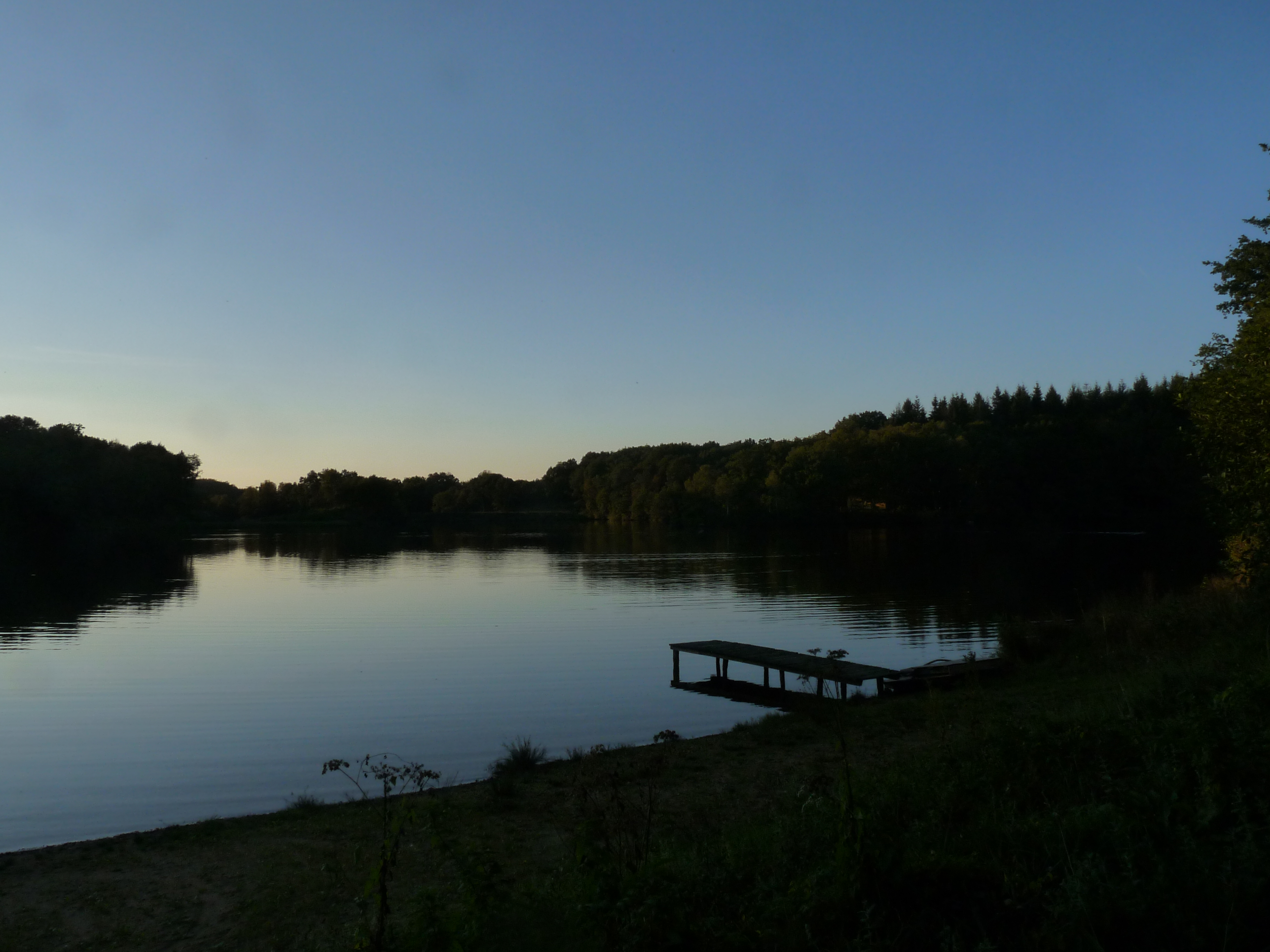
Lac du Pont à l’Age
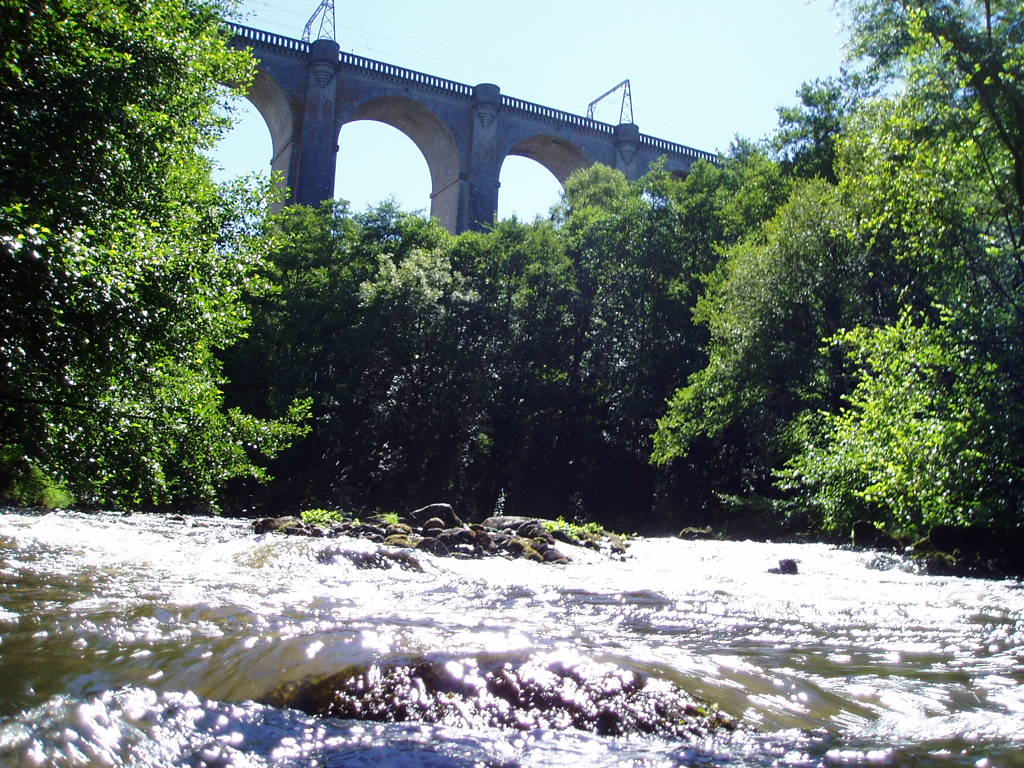
Eisenbahnviadukt über der Gartempe, die hier die Grenze zu Bersac-sur-Rivalier bildet
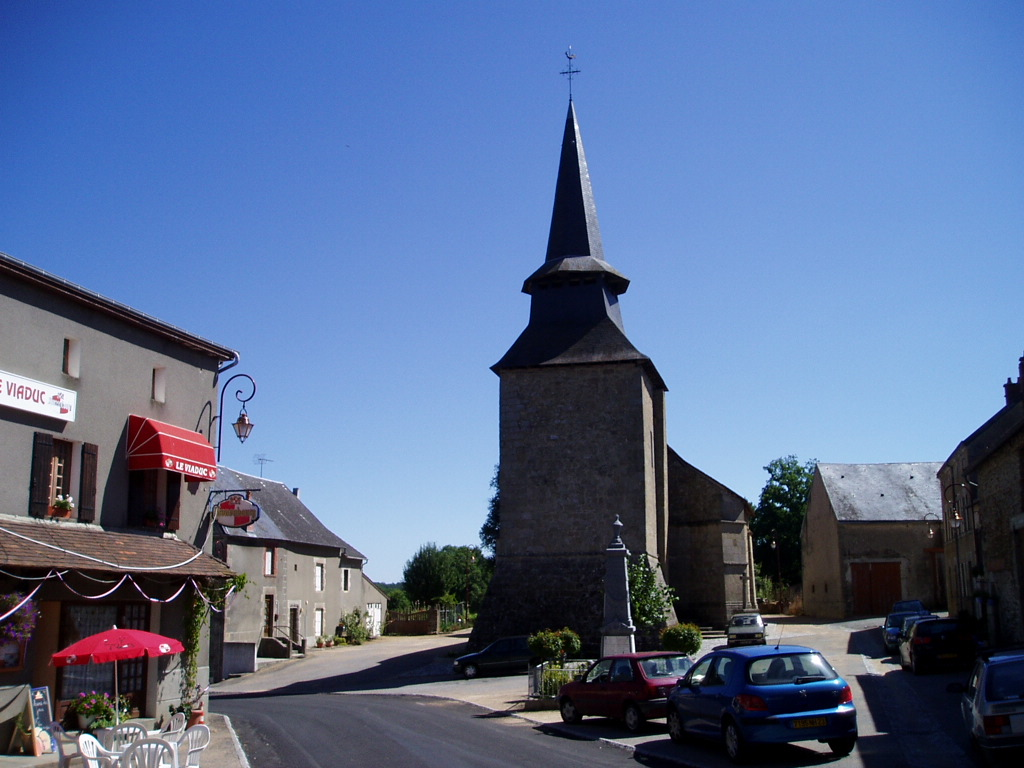
Kirche Saint-Blaise mit dem Dorfplatz
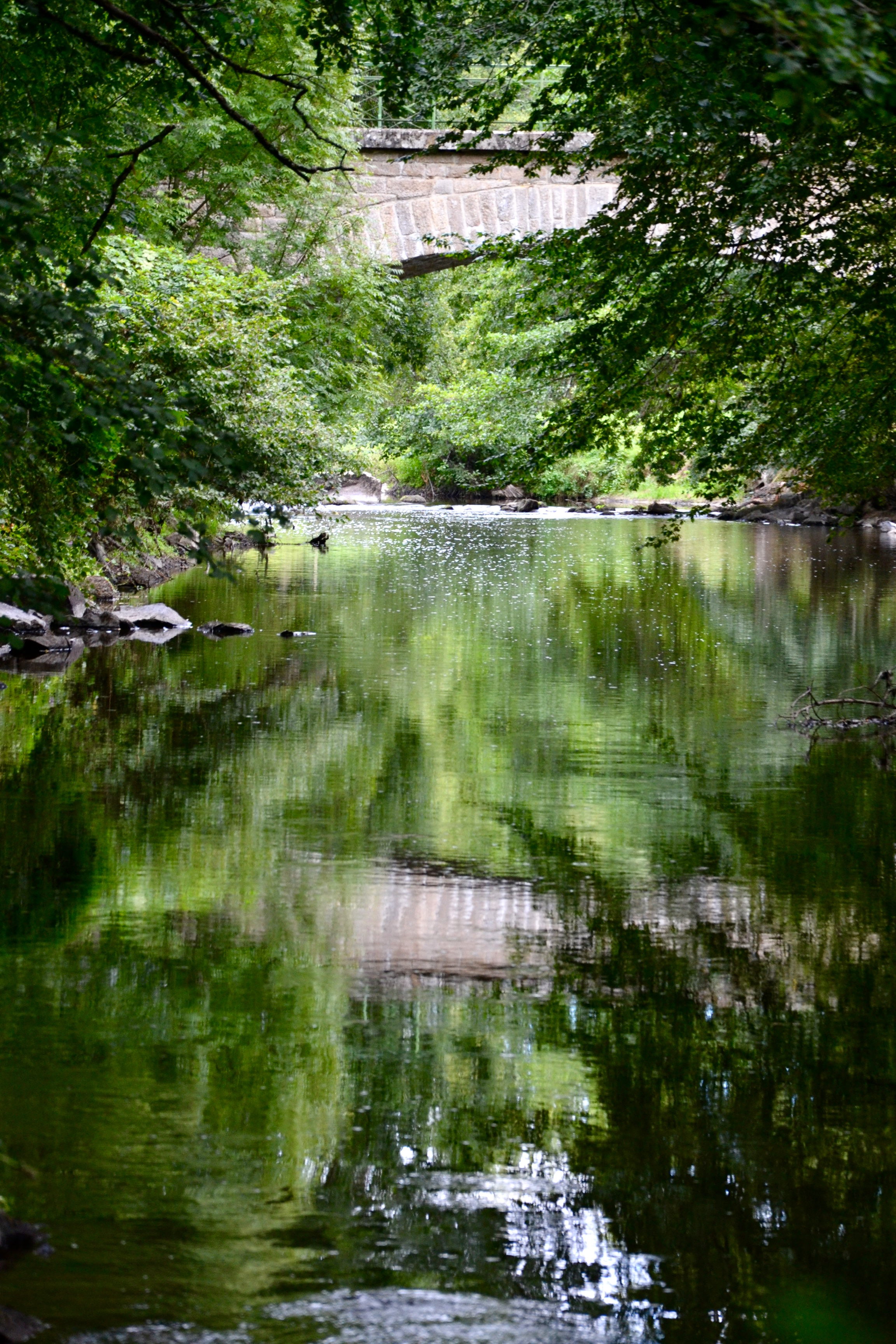
Gartempe bei Folles

## Persönlichkeiten
- Adrien Tixier (1893–1946), Politiker